# Campeonato Mundial de Ciclismo em Estrada de 1932
O campeonato do mundo de ciclismo em estrada de 1932 celebrou-se na localidade italiana de Roma a 31 de agosto de 1932.

## Resultados
| Event                      | Ouro             | Ouro                         | Prata             | Prata | Bronze                      | Bronze   |
| -------------------------- | ---------------- | ---------------------------- | ----------------- | ----- | --------------------------- | -------- |
| Provas masculinas          |                  |                              |                   |       |                             |          |
| Homens - carreira em linha | Alfredo Binda    | 7h 01' 28" Média 29,340 km/h | Remo Bertoni      | + 15" | Nicolas Frantz · Luxemburgo | + 4' 52" |
| Amador - carreira em linha | Giuseppe Martano | 4h 32' 52"                   | Paul Egli · Suíça | m.t.  | Paul Chocque · França       | m.t.     |